# Capriati a Volturno
Capriati a Volturno – miejscowość i gmina we Włoszech, w regionie Kampania, w prowincji Caserta.
Według danych na rok 2004 gminę zamieszkiwało 1648 osób, 91,6 os./km².